# 拉波拉德戈尔东
拉波拉德戈尔东，是西班牙卡斯蒂利亚-莱昂莱昂省的一个市镇。 总面积158平方公里，总人口4719人（001年），人口密度30人/平方公里。